# 森川悦子
森川 悦子（もりかわ えつこ、1984年5月15日 - ）は、東京都出身の元バスケットボール選手である。ポジションはセンター。ニックネームは「セイ」。

## 来歴
佼成学園女子高校から日本女子体育大学を経て、2007年、デンソーアイリスに加入。2013年引退。

## 経歴
- 佼成学園女子高 - 日本女子体育大 - デンソー（2007年〜2013年）